# Paraergasilus nordmanni
Paraergasilus nordmanni is een eenoogkreeftjessoort uit de familie van de Ergasilidae. De wetenschappelijke naam van de soort is voor het eerst geldig gepubliceerd in 1987 door Purasjoki & Fagerholm.